# 하르모니아

하르모니아(그리스어: Ἁρμονία)는 그리스 신화의 조화와 일치의 여신이다. 로마 신화의 콘코르디아에 대응하며, 그리스 신화에서 대척점에 있는 신은 불화의 여신인 에리스이다.

## 가계
어떤 전승에서 하르모니아는 아레스와 아프로디테의 딸로 알려져 있다. 그러나 다른 전승에서는 하르모니아가 사모트라케 출신이며, 제우스와 엘렉트라의 딸이자 사모트라케섬의 비의를 세운 이아시온의 누이라고도 한다.
거의 모든 전승에서 하르모니아는 카드모스의 아내로 등장한다. 하르모니아는 카드모스와의 사이에서 이노, 폴리도로스, 아우토노에, 아가우에, 세멜레, 그리고 일리리오스를 낳았다.

## 하르모니아의 목걸이
하르모니아가 결혼식 날 받았던 선물인 목걸이는 그 주인에게 영원한 젊음과 아름다움을 선물했지만, 또한 불행을 가져다주는 것이었다고 한다. 카드모스는 헤파이스토스 또는 에우로페에게 받았던 목걸이를 하르모니아에게 주었다. 다른 전승에서 이 목걸이는 아프로디테 또는 아테나가 하르모니아에게 준 것이라고도 한다.
하르모니아와 카드모스가 뱀으로 변한 후 목걸이는 하르모니아의 딸인 세멜레에게 갔는데, 세멜레는 헤라에게 속아 제우스에게 본모습을 보여달라고 요구했다가 본모습의 뜨거운 벼락에 견디지 못하고 타 죽고 만다.
몇 세대가 지난 후 목걸이는 오이디푸스의 어머니인 이오카스테의 소유가 되었다. 이오카스테는 남편 라이오스가 죽은 후 오이디푸스가 아들인 줄도 모르고 그와 결혼하였고, 사실이 밝혀지자 자살하였고 오이디푸스는 스스로의 눈을 찔렀다.
그 후 목걸이는 폴리네이케스에게 갔다. 에테오클레스와의 왕위 다툼에서 아르고스의 왕인 아드라스토스의 사위가 된 폴리네이케스는 동생인 에테오클라스가 왕위를 주지 않자 장인인 아드라스토스의 도움을 받아 테베와 전쟁을 할 준비를 하게 된다. 이때 테베와의 전쟁을 준비하던 유명한 장군들이 있다. 테베의 성에는 총 7개의 문이 있었는데, 각각의 문을 공략하기 위해 아르고스에서는 7명의 장수를 준비한다. 이들이 그 유명한 '테베공략 7장군'이다.
이 들은 각각 아드라스토스의 사위인 티데우스와 카파네우스를 비롯하여 에테오클로스·히포메돈·파르테노파이오스·암피아라오스·폴리네이케스이다. 다른 작품에서는 아드라스토스가 총사령관으로서 일곱 장군의 일원이었다고도 전해진다.
이 때 예언자였던 암피아라오스는 전쟁에 참여하면 질 것이고, 다시는 돌아오지 못하리라는 것을 예언하고 참여하지 않으려고 했으나, 폴리네이케스가 하르모니아의 목걸이를 그의 아내인 에리필레에게 주었는데, 그녀의 남편인 암피아라오스를 테베 원정을 돕도록 설득하기 위해서였다. 에리필레는 남편에게 전쟁 참가를 종용하였고, 전쟁에 나간 암피아라오스가 죽자 아들인 알크마이온이 아버지에 대한 복수로 에리필레를 살해했다.
그후 알크마이온은 아버지의 명령에 따라 어머니를 죽였기 때문에 정신착란을 일으켜 복수의 여신 에리스에 쫓기면서 방랑을 계속한다. 그는 프소피스 왕 페게우스를 찾아가 아르시노에를 아내로 맞았으나, 어머니를 살해한 죄를 씻을 길이 없어 그로 인하여 나라는 굶주림에 빠지게 되었다. 알크마이온은 죄를 용서받았음에도 광기가 낫지 않자 신탁(神託)에 물어보았고, 어머니를 죽였을 때 햇빛이 닿지 않은 새로운 땅으로 가서 살라는 응답을 받았다.
이에 알크마이온은 아르시노에를 떠나 그리스 서부의 아켈로스강 하구로 옮겨갔다. 알크마이온은 아켈로스강의 신의 딸 칼리로에와 결혼했는데, 칼리로에는 아르시노에가 가진 하르모니아의 목걸이와 결혼 예복을 탐냈다.
이에 알크마이온은 프소피스로 가서 자신의 광기를 치료하기 위해서는 목걸이와 결혼예복을 델포이 신전에 바쳐야 한다고 페게우스를 속였다.
페게우스는 이 말을 믿고 목걸이와 결혼예복을 내주었는데, 알크마이온의 부하가 페게우스에게 사실을 폭로하였다.
성난 페게우스는 프로노오스와 아게노르를 시켜 알크마이온을 죽였다. 이 때 칼리로에는 알크마이온과의 사이에서 두 아들 암포테로스와 아카르난을 두었는데, 남편의 복수를 위하여 제우스에게 어린 두 아들이 빨리 자라게 해 달라고 기도하였다.
제우스가 기도를 들어 주어 암포테로스와 아카르난은 갑자기 성인이 되었고, 페게우스 부부와 두 아들은 이들에게 살해되었다.
결국 하르모니아의 목걸이는 페게오스의 아들 프로노우스와 아게노르에게 갔다가, 마지막으로 알크마이온의 아들 암포테로스와 아카르난에게 주어졌다. 두 형제는 더 이상의 재앙을 막기 위해 이것을 델포이의 아테나 신전에 바쳤다.
후에 포키스의 폭군 파일로스가 이것을 훔쳐내어 그의 정부에게 선물했는데, 그녀가 목걸이를 착용한 후 그녀의 아들은 광기에 휩싸여 집에 불을 놓았다. 파일로스의 정부와 보물들은 불에 타버렸고, 이 이야기 후에 하르모니아의 목걸이에 대한 언급은 더 이상 없다.

## 같이 보기
- 에리스 (신화)
- 호모노이아 (신화)
- 비블리오테케
- 로도스의 아폴로니오스
- 디오도로스 시켈로스
- 에우리피데스
- 가이우스 율리우스 히기누스
- 헤시오도스
- 니카이아의 파르테니오스
- 핀다로스
- 오비디우스
- 스타티우스